# Sv. Jan Evangelista a Sv. diákon (Vavřinec) z Křimova

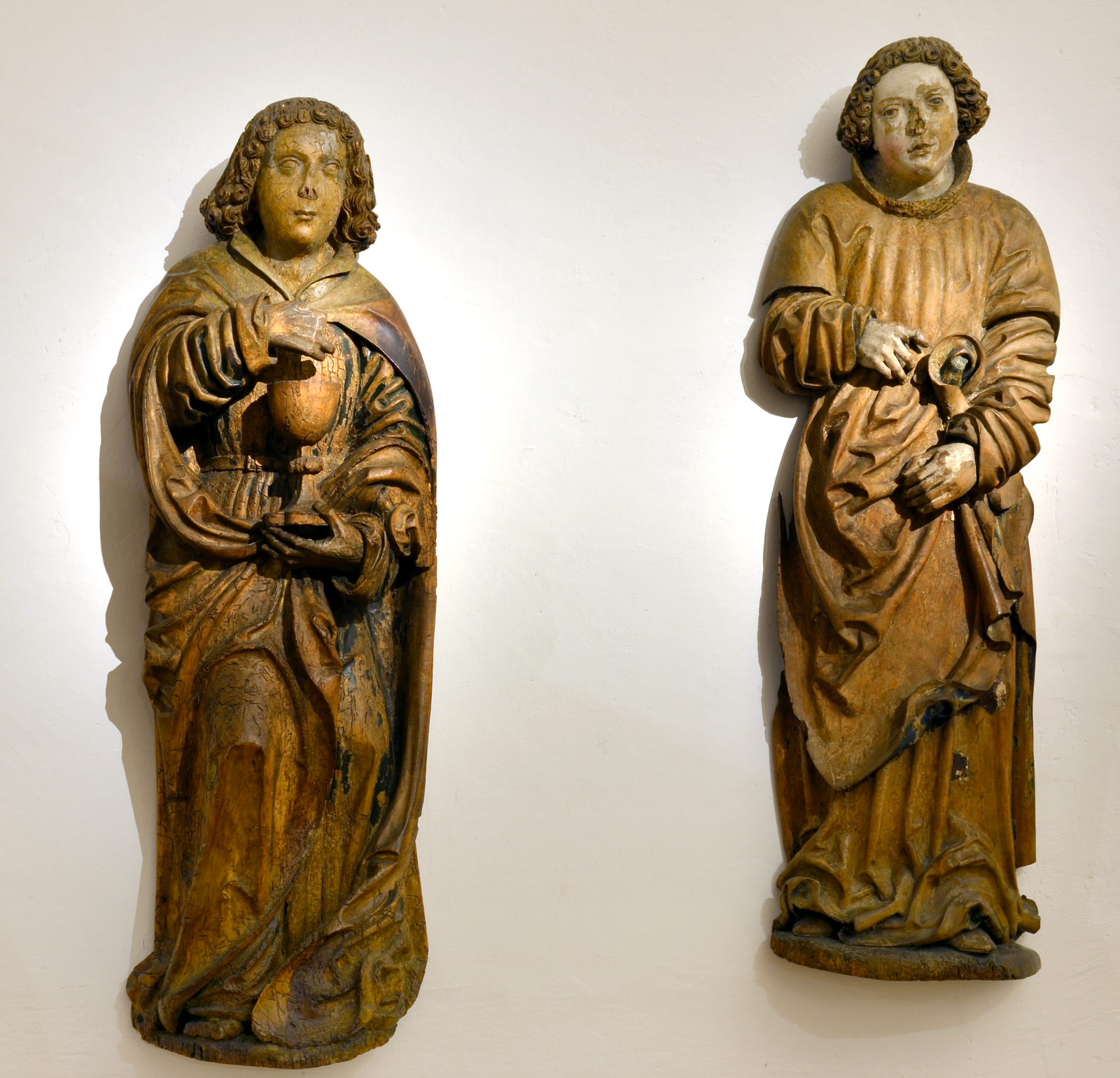
Svatý Jan Evangelista a Svatý diákon (Vavřinec) z Křimova (1515–1520)

Svatý Jan Evangelista a Svatý diákon (Vavřinec) z Křimova (1515–1520) jsou pozdně gotické dřevěné sochy pocházející z kostela svaté Anny v Křimově. Jsou vystaveny ve stálé expozici Oblastního muzea v Chomutově, kam byly získány nejpozději roku 1926.

## Původ soch
Kostel svaté Anny v Křimově byl založen možná již koncem 13. století a výrazně přestavěn pozdně goticky počátkem 16. století. Tehdy mohl být objednán i nový oltář, z něhož se dochovaly figury sv. Jana Evangelisty a Sv. diákona. Vzhledem k nedostatku pramenů ale nelze vyloučit, že sochy byly původně určeny pro jiný kostel a v Křimově se ocitly až druhotně.

## Popis a zařazení
Sochy z lipového dřeva s vyhloubenou zadní stranou, s fragmenty křídového podkladu a polychromie. Sochy mají rozměry: Sv. Jan - výška 134 cm, šířka 44,5 cm, hloubka 22,5 cm, Sv. diákon - výška 133 cm, šířka 43 cm, hloubka 18 cm. Poškození: Sv. Jan - chybí několik prstů na pravé ruce, část nosu; Sv. diákon - chybí pravý ukazovák, poškozen límec drapérie ve středu na boku, části dřeva nad soklem. U sv. diákona je zachován původní inkarnát. Socha Sv. Jana Evangelisty byla restaurována roku 1972 (V. Králová, V. Lachout), socha Sv. diákona byla restaurována roku 1972 (D. Kašparová, M. Sukdoláková).
Předlohou kompozice byl grafický list se sv. Janem Evangelistou Mistra I.E., vytvořený podle rytiny Martina Schongauera z konce 15. století a Schongauerův list se sv. Vavřincem. U sv. diákona chybí atribut, ale poloha rukou naznačuje, že držel násadu roštu, s nímž je zobrazován sv. Vavřinec. Sv. Jan Evangelista drží v levé ruce kalich a gesto jeho pravé ruky naznačuje, že držel hada jako symbol pokořeného satana.
Stylově obě řezby světců vycházejí z norimberského sochařství z počátku 16. století, které zásadně ovlivnil Veit Stoss. Některé prvky, jako oválný obličej nebo dlouhé křivky drapérie, mohou mít původ už norimberském sochařství 80.-90. let 15. století (Archanděl Michael v kostele sv. Vavřince v Norimberku, 1470–1480). U obou soch je naznačen také další typický znak Stossovy sochařské tvorby – odpoutání drapérie od jádra sochy a její dynamické ovíjení těla a paží (Skupina Ukřižování, St. Sebaldkirche, Norimberk). Silná stylizace forem, Opitzem označovaná jako barokní směr, má u křimovských světců podobu vzdutých a naruby obrácených lemů a záhybů ve tvaru boltce, u Sv. diákona i spirálovitým kortnoutem cípu pláště nad jeho levou rukou. Tyto útvary, přidané neorganicky k jinak klidně vyznívající formě, jsou typické např. pro Stossova žáka, který byl autorem hlavního oltáře ve Schwabachu (1505–1508). 
Stossův vliv sahal i do Saska, kde se projevil v tvorbě Hanse Wittena. Křímovským světcům jsou blízké figury Wittenova oltáře z Ehrenfriedersdorfu s obdobným řasením pláště, nebo detaily sochy anděla z Ebersdorfu (výrazně vystupující koleno volné nohy se skladem drapérie na stehně tvarovaným do špičky) a světic kostela ve Wüstenbrandu (diagonální jazykovitý útvar drapérie v blízkosti podstavce). Pro Wittena a některé z jeho následovníků, např. Mistra Týneckého Zvěstování nebo Mistra oltáře z Helbigsdorfu, je také typické zvláštní a pohybově neodůvodněné podklesnutí figur v kolenou (oltář Navštívení Panny Marie v Borně). Oltář z Helbigsdorfu (zničen 1945) byl dílem anonymního řezbáře, jehož sochy nesou řadu společných znaků se světci z Křimova – kompozice skladů roucha, typ tváří, účes složený do řady pravidelných spirál nad čelem. Dalším společným detailem, pocházejícím rovněž ze Saska, je vzdouvající se lem šatu nad střevícem volné nohy Sv. diákona (např. Bolestná P. Marie z Breisnitz, zničena za války).
Obě sochy světců popsal roku 1928 Josef Opitz a přiřadil je k dílům tzv. Jirkovského mistra z prvního desetiletí 16. století. Do okruhu tohoto řezbáře řadil i další dílenské práce, ale tyto atribuce zpochybnil Jaromír Pečírka a nejnověji Michaela Ottová. Vztah křímovských soch k saské sochařské produkci a jejich širší souvislost s tvorbou Mistra Týneckého Zvěstování nasvědčuje, že jejich autor mohl mít dílnu v Kadani nebo v Chomutově a okolí, kde od konce 15. století až do poloviny 16. století probíhala rozsáhlá stavební aktivita a působila zde řada řezbářů.

### Příbuzná díla
- Archanděl Michael, kostel s. Vavřince, Norimberk
- Skupina Ukřižování, kostel sv. Sebalda, Norimberk (Veit Stoss)
- Korunování Panny Marie, Hlavní oltář kostela ve Schwabachu
- Kristus na oslu, Muzeum Norimberk
- Skupina Zvěstování (1517–1518), Lorenzkirche, Norimberk (Veit Stoss)
- Sv. Štěpán (kolem 1520), Lorenzkirche, Norimberk (Veit Stoss)
- Oltář kostela sv. Mikuláše (1507–1512), Ehrenfriedersdorf (Hans Witten)
- Socha anděla s pulpitem (1510–1515), kostel P. Marie v Ebersdorfu (Hans Witten)
- Reliéfy světic (1511–1512), oltářní křídla v kostele ve Wüstenbrandu (Hans Witten)
- Sv. Alžběta z Navštívení (1511–1512), kostel Navštívení P. Marie, Borna (Hans Witten)
- Anděl z reliéfu Týneckého Zvěstování (1510–1515)
- Sv. Petr, sv. Pavel, sv. Štěpán (1510–1505), oltář kostela v Helbigsdorfu, zničen za války
- Sv. Jana Evangelista z Cerhovic (1515–1520), Mistr Týneckého Zvěstování
- Bolestná P. Marie z Breisnitz (20. léta 16. stol.), zničeno za války
- Bolestná P. Marie, Dóm ve Freibergu

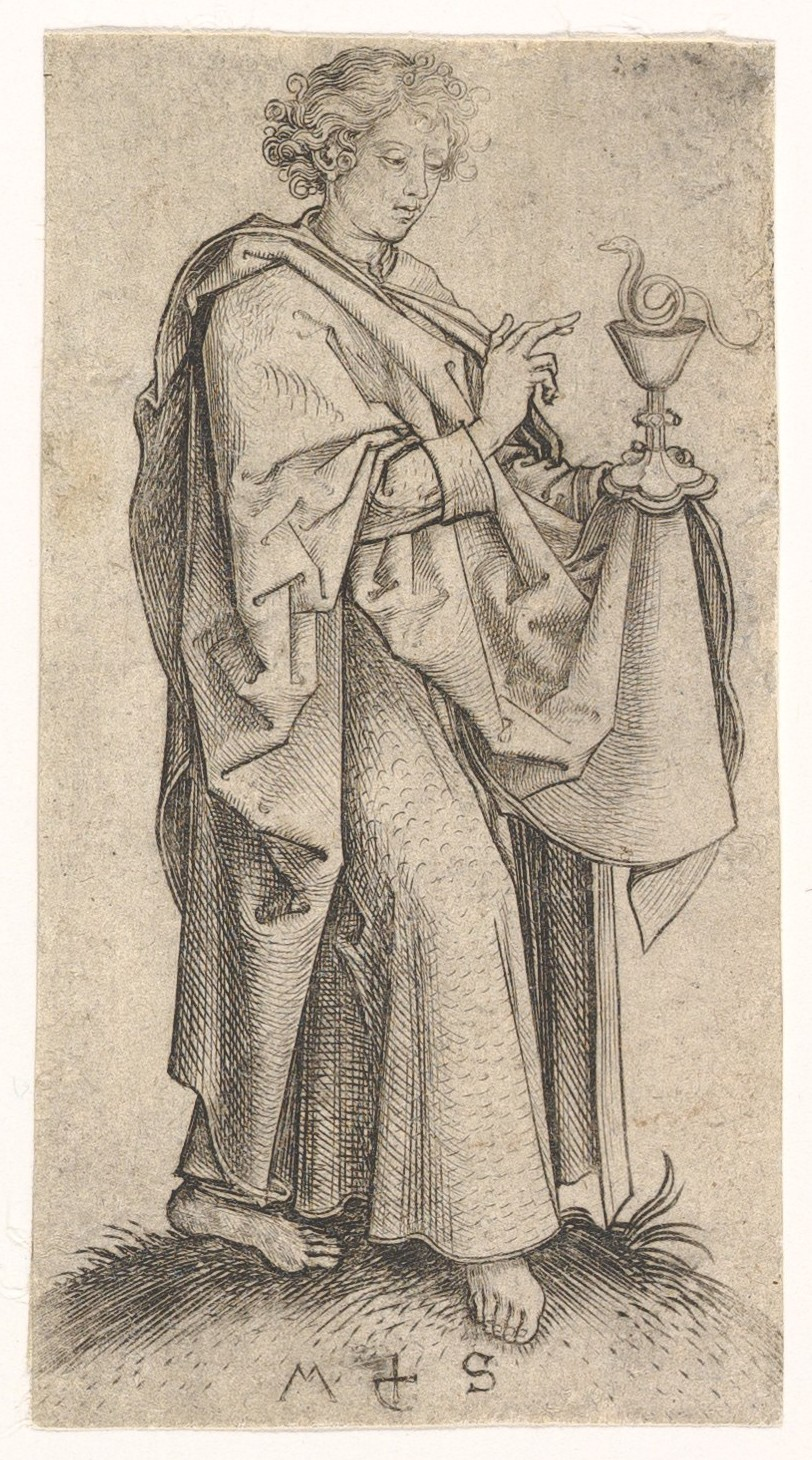
Martin Schongauer, Sv. Jan Evangelista (před 1491)
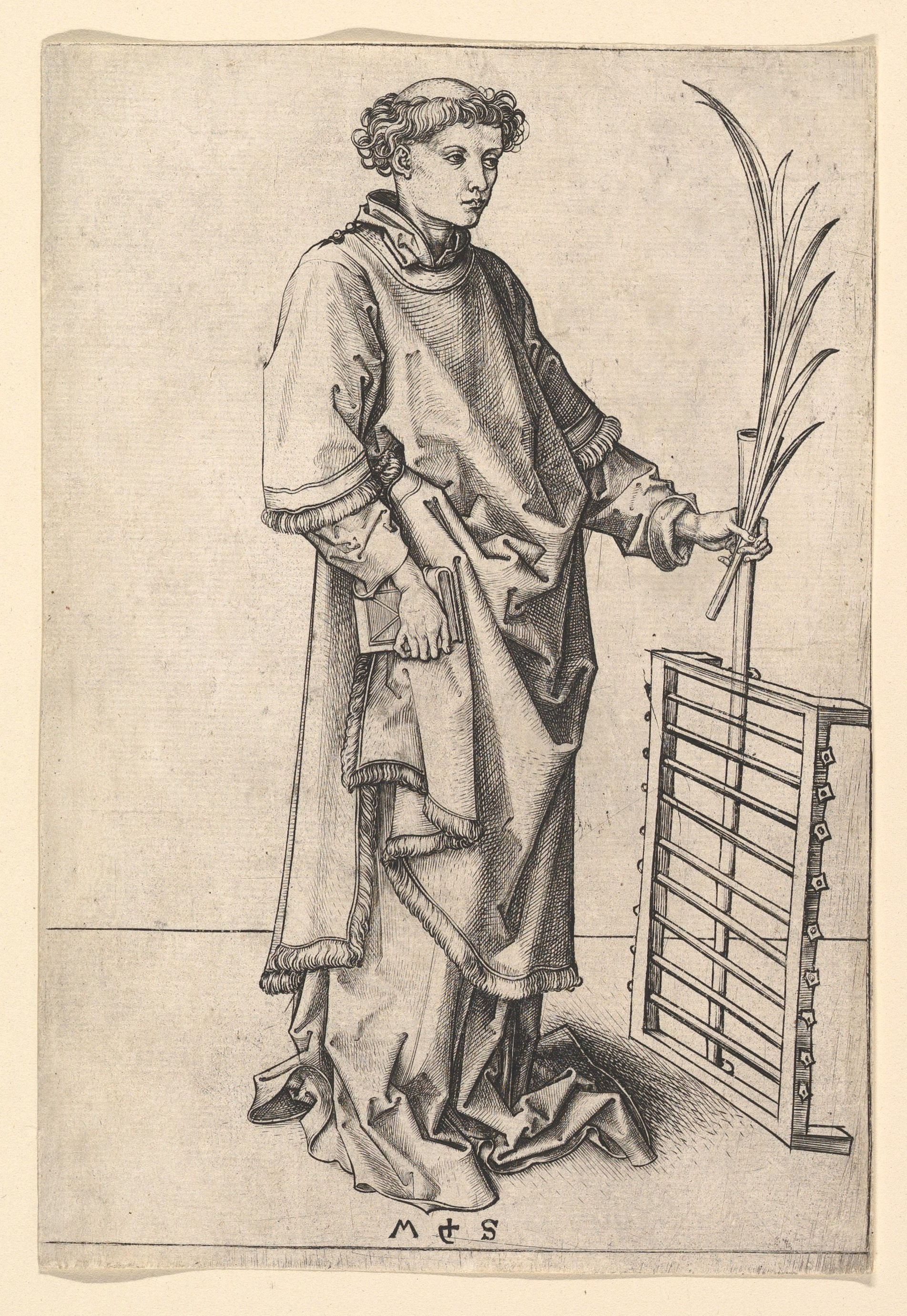
Martin Schongauer, Sv. Vavřinec (před 1491)
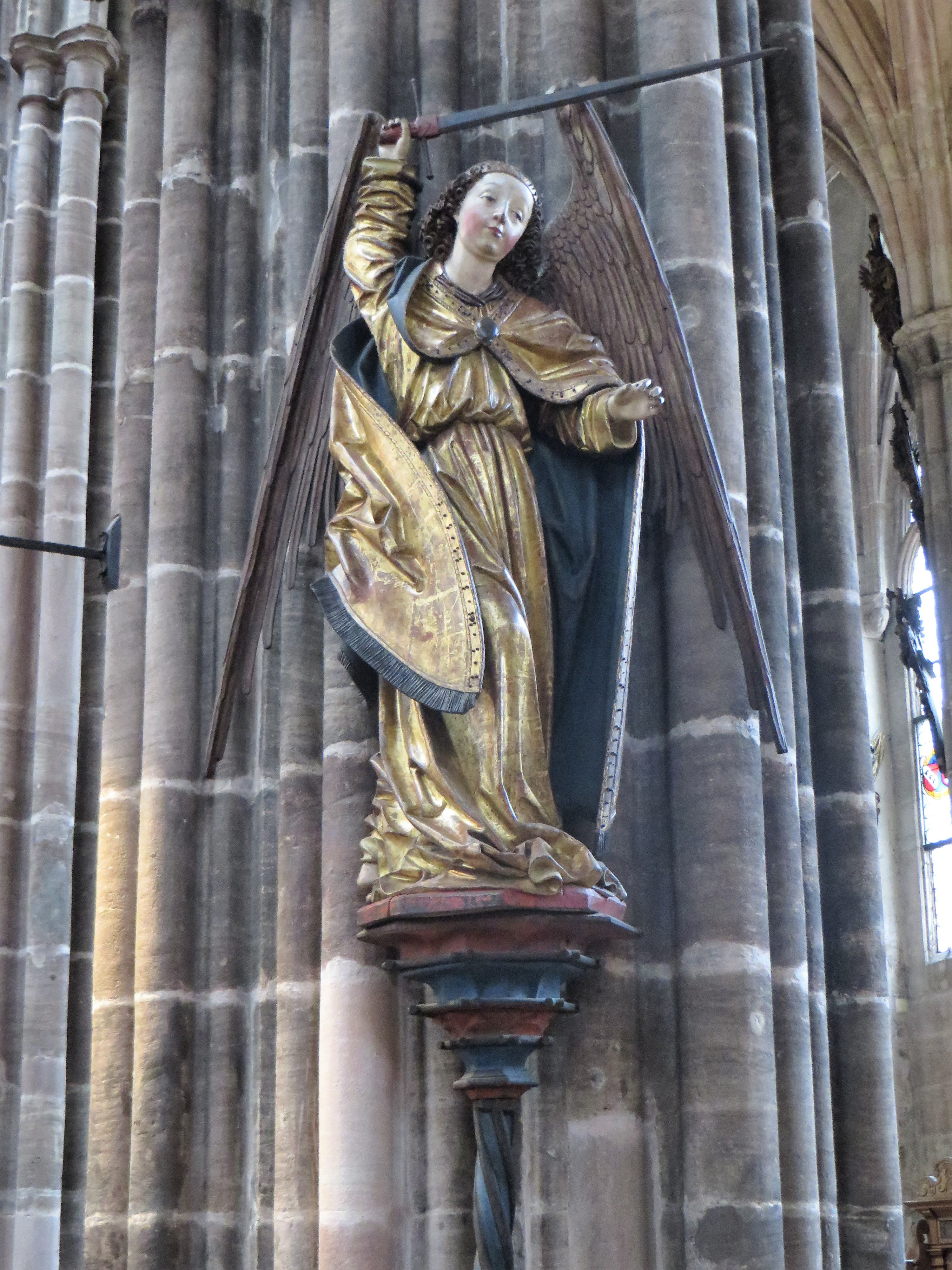
Archanděl Michael (1470–1480), St. Lorenz, Norimberk
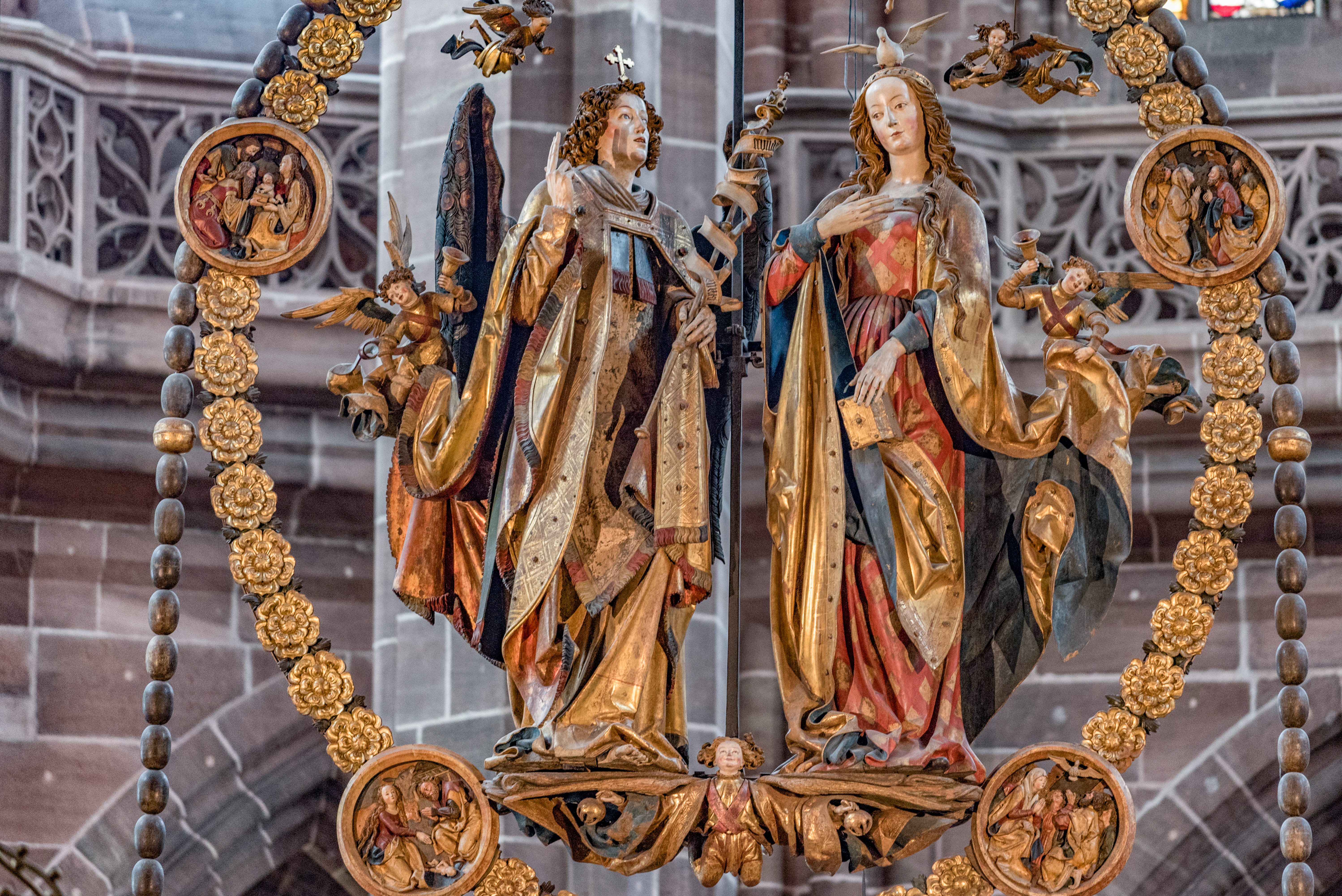
Zvěstování, St. Lorenz, Norimberk
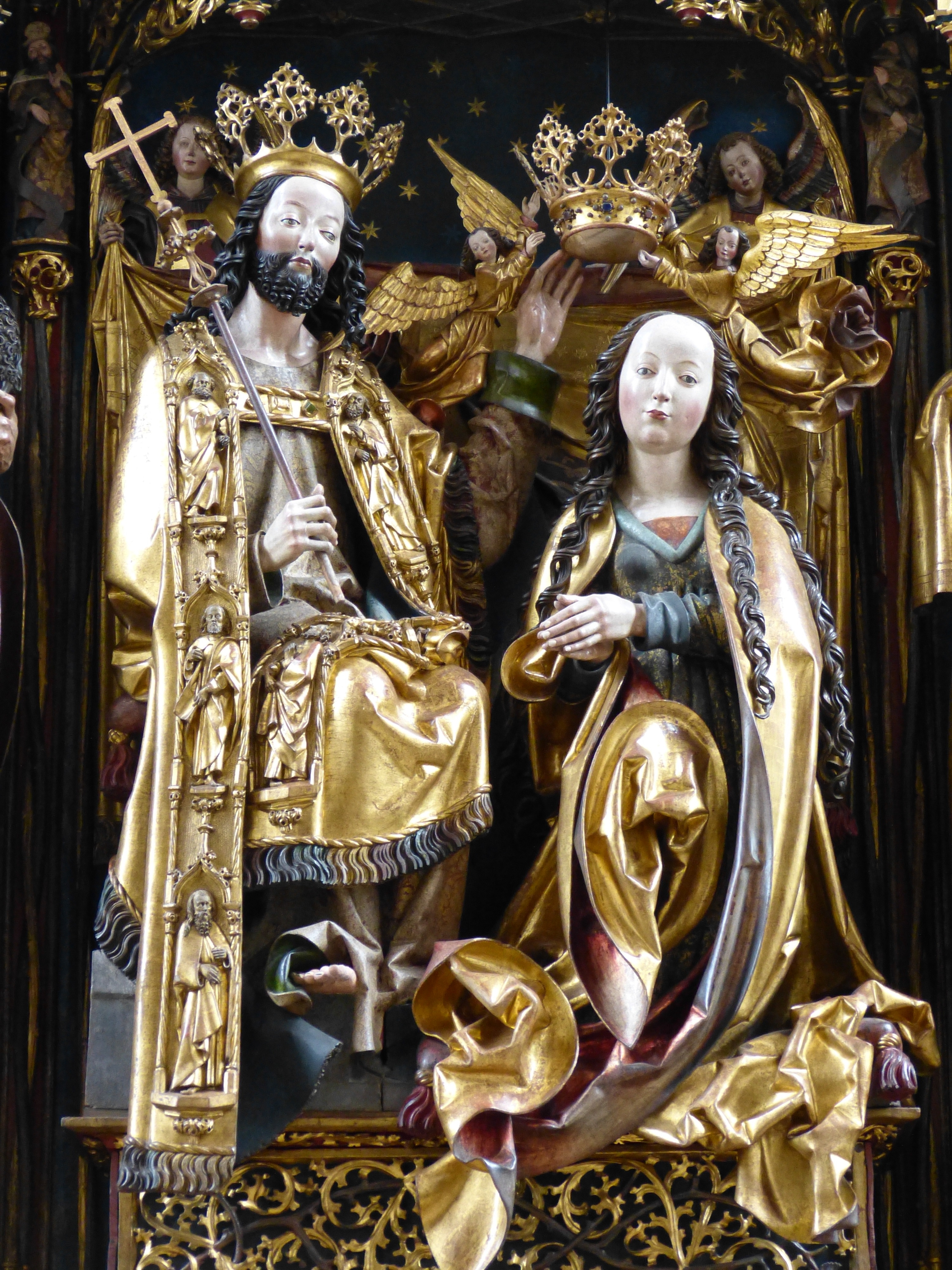
Korunování P. Marie, kostel sv. Jana a Martina, Schwabach
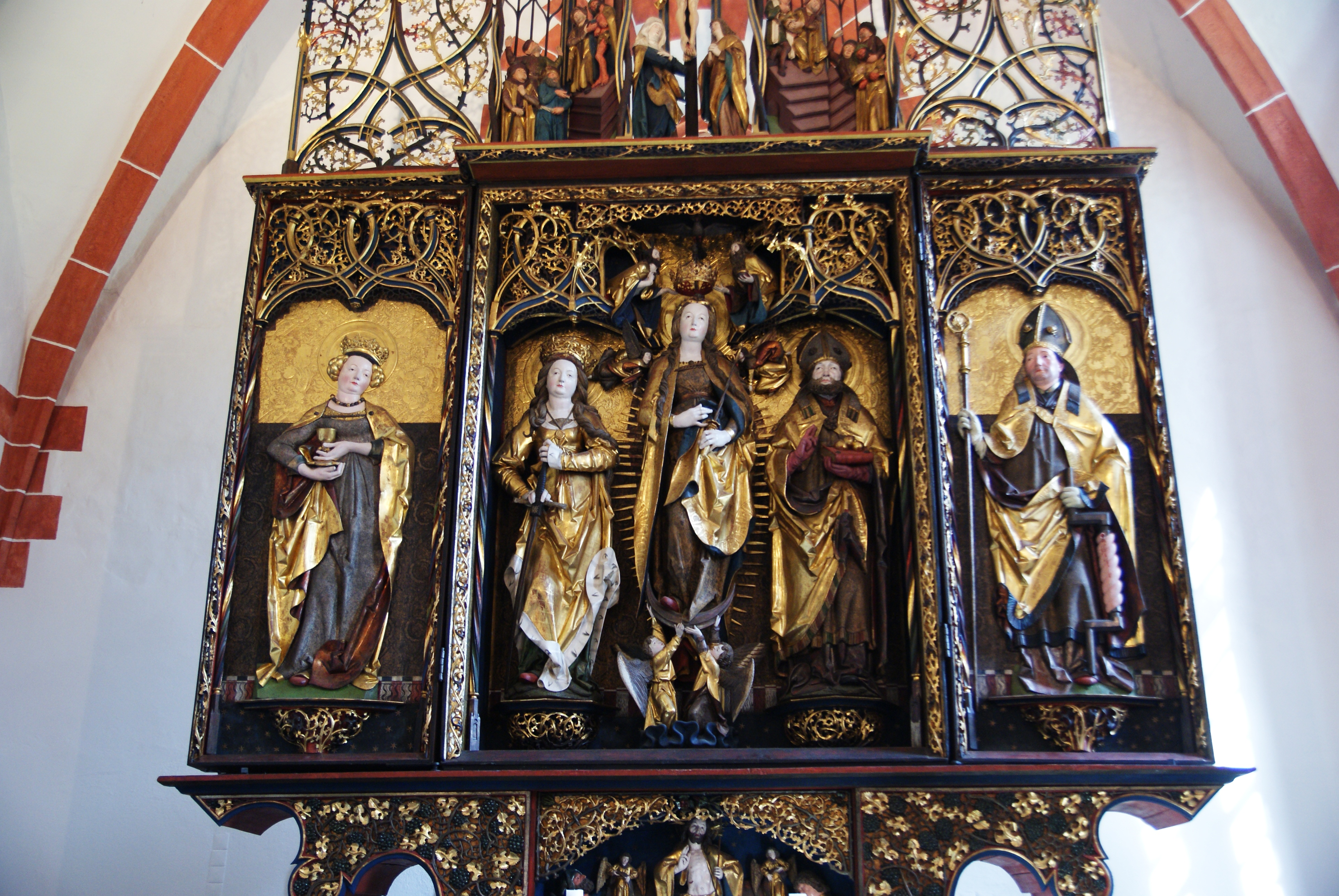
Hans Witten, oltář kostela sv. Mikuláše, Ehrenfriedersdorf
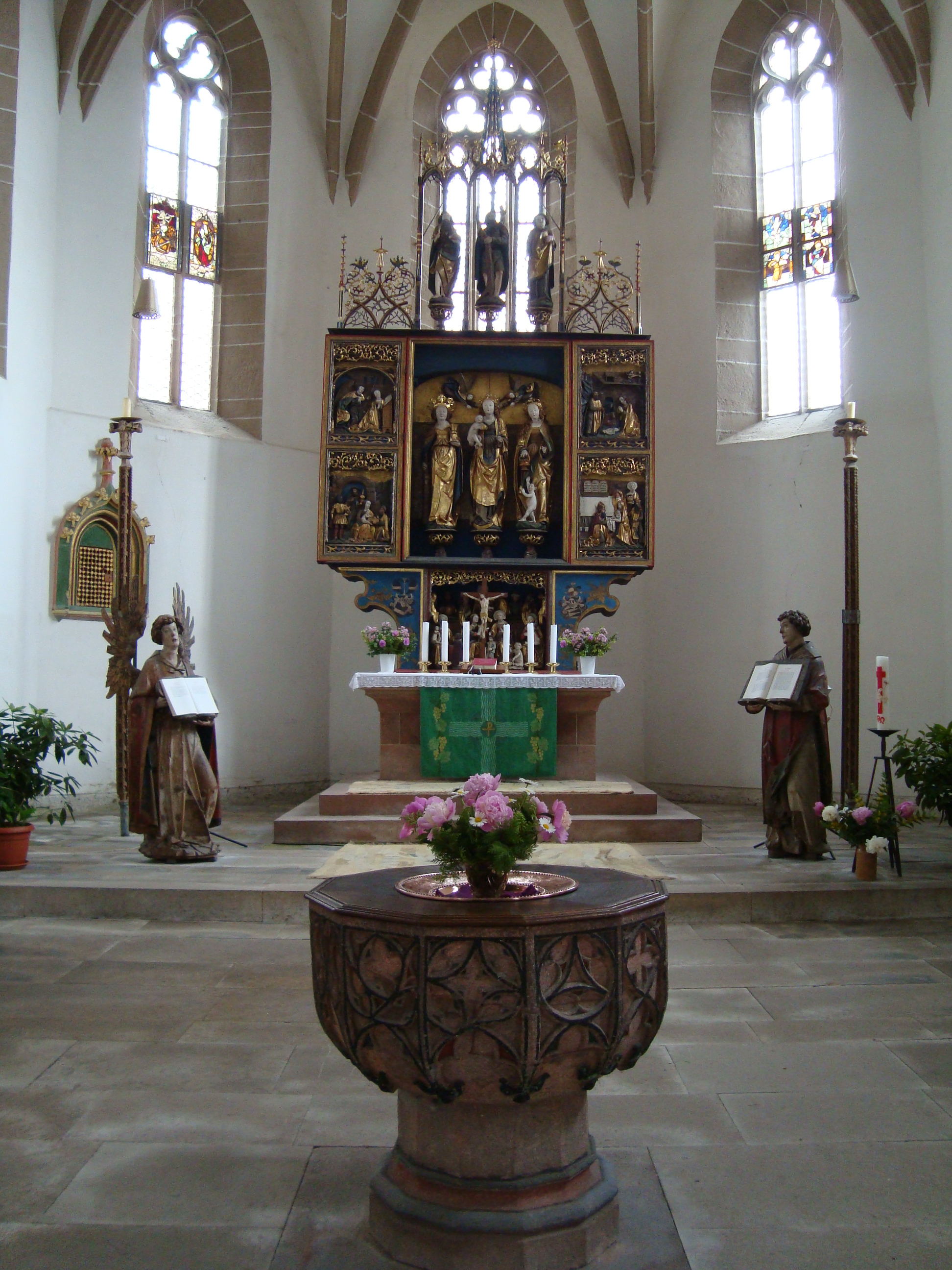
Hans Witten, Anděl s pulpitem (vlevo), Stiftskirche Ebersdorf
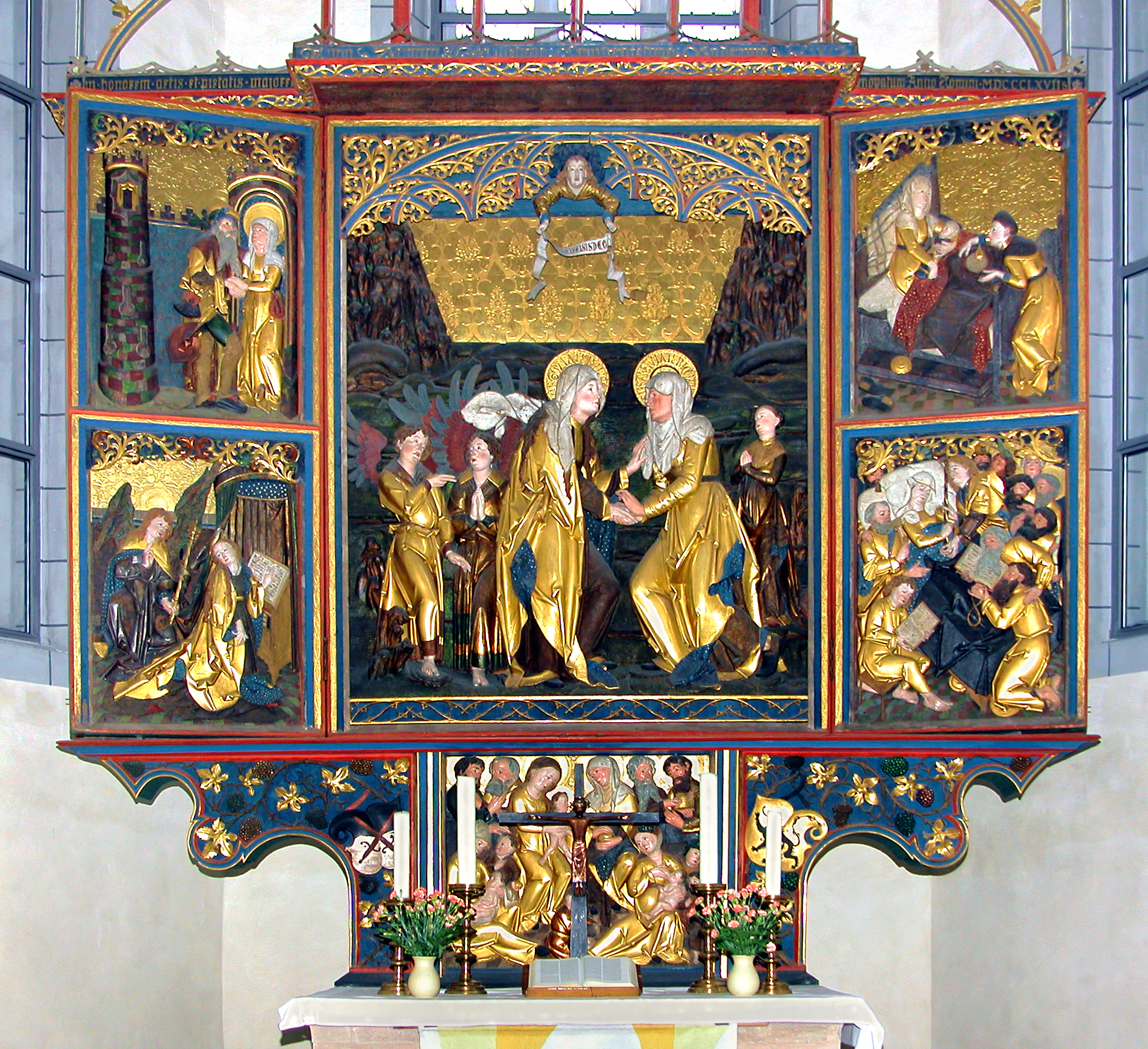
Hans Witten, oltář Navštívení Panny Marie v Borně